# Luciano Ciciarelli
Luciano Ciciarelli fue un sacerdote montfortiano italiano que fundó, junto a un grupo de voluntarias de la casa hogar "Las Entusiastas", Radio María Perú. 

## Biografía
Luciano Ciciarelli nació el 2 de julio de 1936 en Civitella Casanova, Italia. Sus padres fueron Carolina de Bernardinis y  Franco Ciciarelli. El 1 de mayo de 1946 recibe su primera comunión y el 10 de septiembre de 1947 su confirmación. Luego, ingresa a la Escuela Apostólica de los Padres de Montfort. El 25 de febrero de 1961 es ordenado sacerdote y el 2 de julio ofrece su primera misa. En el año 1966 es destinado a Perú. El 6 de noviembre de 1966 zarpa de Génova y llega al Perú el 4 de diciembre del mismo año. En Perú, se dedica a recorrer el país ayudando a los más necesitados, también viaja a otros países de la región. En 1986, pone en marcha la “CasaHogar Montfort” para mujeres abandonadas. En 1988, en colaboración con voluntarios laicos y la "Hermana Emma", inaugura “Escuela de Vida” para las personas drogadictas. En 1994, con apoyo de Radio María di Erba (Italia) y tras obtener la autorización de las autoridades correspondientes, Radio María Perú es puesta en marcha. En 1999, es llamado a Italia por sus superiores. El 28 de julio del 2015, llegó a Bosnia para participar del XXVI Festival de la Juventud. El 2 de agosto es reportado desaparecido.